# Cloruro di niobio(V)
Il cloruro di niobio(V) o pentacloruro di niobio è il composto inorganico di formula NbCl5. In condizioni normali è un solido cristallino giallo deliquescente, che si idrolizza rapidamente a contatto con l'acqua. In questo composto il niobio è nello stato di ossidazione +5. Viene usato come precursore di altri composti di niobio.

## Struttura

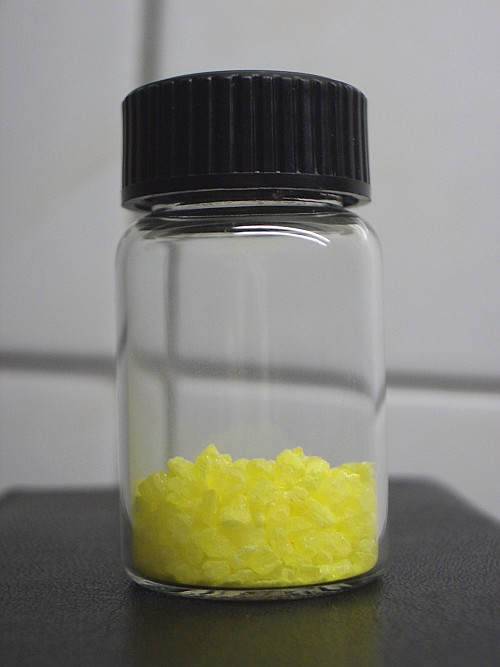
Campione di cloruro di niobio(V)

Allo stato solido la struttura è costituita da dimeri con ponti a cloro. Sono noti vari polimorfi. Nella struttura cristallina del polimorfo α ogni centro di niobio è esacoordinato, con una geometria ottaedrica significativamente distorta. Sul piano equatoriale le distanze di legame niobio-cloro terminali sono di 225 pm, mentre quelle a ponte sono di 256 pm. Le distanze assiali niobio-cloro sono 229,2 pm, e gli assi sono inclinati all'indentro formando un angolo di 83,7° rispetto al piano equatoriale della molecola. L'angolo Nb–Cl–Nb del ponte è di 101,3°. La distanza Nb–Nb è 398,8 pm, troppo lunga perché sia possibile una qualche interazione tra i due metalli. NbBr5, TaCl5 e TaBr5 sono isostrutturali con NbCl5; NbI5 e TaI5 hanno invece strutture differenti.
Allo stato gassoso NbCl5 è monomerico, con struttura di bipiramide trigonale e simmetria molecolare D3h.

## Sintesi

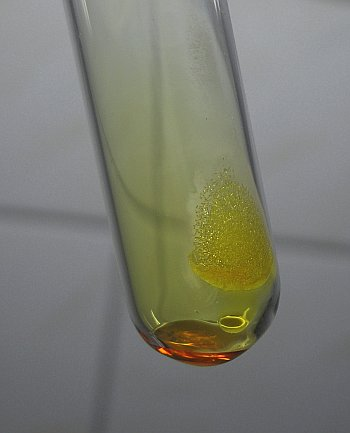
Aspetto del cloruro di niobio(V) liquido e vapore

Industrialmente NbCl5 si ottiene per clorurazione diretta a 500-600 °C del niobio metallico o di leghe ferro/niobio (che possono contenere anche tantalio e altri metalli). NbCl5 viene isolato e purificato per distillazione.
In laboratorio NbCl5 si prepara spesso dall'ossido Nb2O5; il problema principale è la reazione incompleta con formazione di ossialogenuri come NbOCl3. La conversione si può effettuare con cloruro di tionile. NbCl5 si può preparare anche per clorurazione di Nb2O5 in presenza di carbone a 300 °C, ma anche in questo caso i prodotti possono contenere NbOCl3. Sono possibili anche altre procedure. Alla fine NbCl5 si può purificare per sublimazione.

## Reattività
NbCl5 è un composto stabile, ma igroscopico e deliquescente. È un acido di Lewis forte, ma meno del corrispondente fluoruro NbF5. In acqua si idrolizza rapidamente formando l'ossido idrato e acido cloridrico. Si scioglie in solventi organici non coordinanti come etere e CCl4 mantenendo la struttura dimera. In solventi coordinanti forma addotti tipo NbCl5L e NbCl5L2. Con cloruri dei metalli alcalini (MCl) reagisce formando M+NbCl6–.

## Usi
NbCl5 è il precursore più usato per la sintesi di altri composti di niobio, tra i quali gli alcossidi, che trovano un utilizzo di nicchia nei processi sol-gel. In chimica organica è un acido di Lewis di uso specialistico, utile per attivare gli alcheni nella reazione carbonile-ene e nella reazione di Diels-Alder.

## Indicazioni di sicurezza
NbCl5 è disponibile in commercio. Il composto è nocivo se ingerito, inalato o per contatto con la pelle. Per contatto provoca gravi ustioni cutanee e gravi lesioni agli occhi. Non ci sono dati che indichino proprietà cancerogene. Viene considerato poco pericoloso per le acque e l'ambiente.